# 연구개

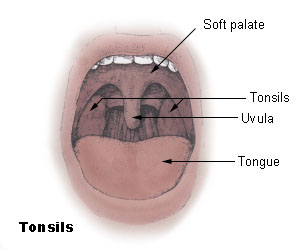
soft palate라고 적힌 부분이 연구개이다.

연구개(軟口蓋) 또는 물렁입천장은 입천장에서 비교적으로 연한 뒤쪽 부분을 말한다. 여린입천장, 구개범(口蓋帆)이라고도 한다.

## 같이 보기
- 구개편도